# موگی داس کروزس
موگی داس کروزس (به پرتغالی: Mogi das Cruzes) یک شهر و municipality of Brazil در برزیل است که در ایالت سائوپائولو واقع شده‌است.نیمار بازیکن فوتبال در این شهر به دنیا آمده است.

## خصوصیات
موگی داس کروزس ۷۲۵ کیلومترمربع مساحت و ۳۸۷٬۲۴۱ نفر جمعیت دارد و ۷۸۰٫۰۰ متر بالاتر از سطح دریا واقع شده‌است.